# Börsenstraße 2–4

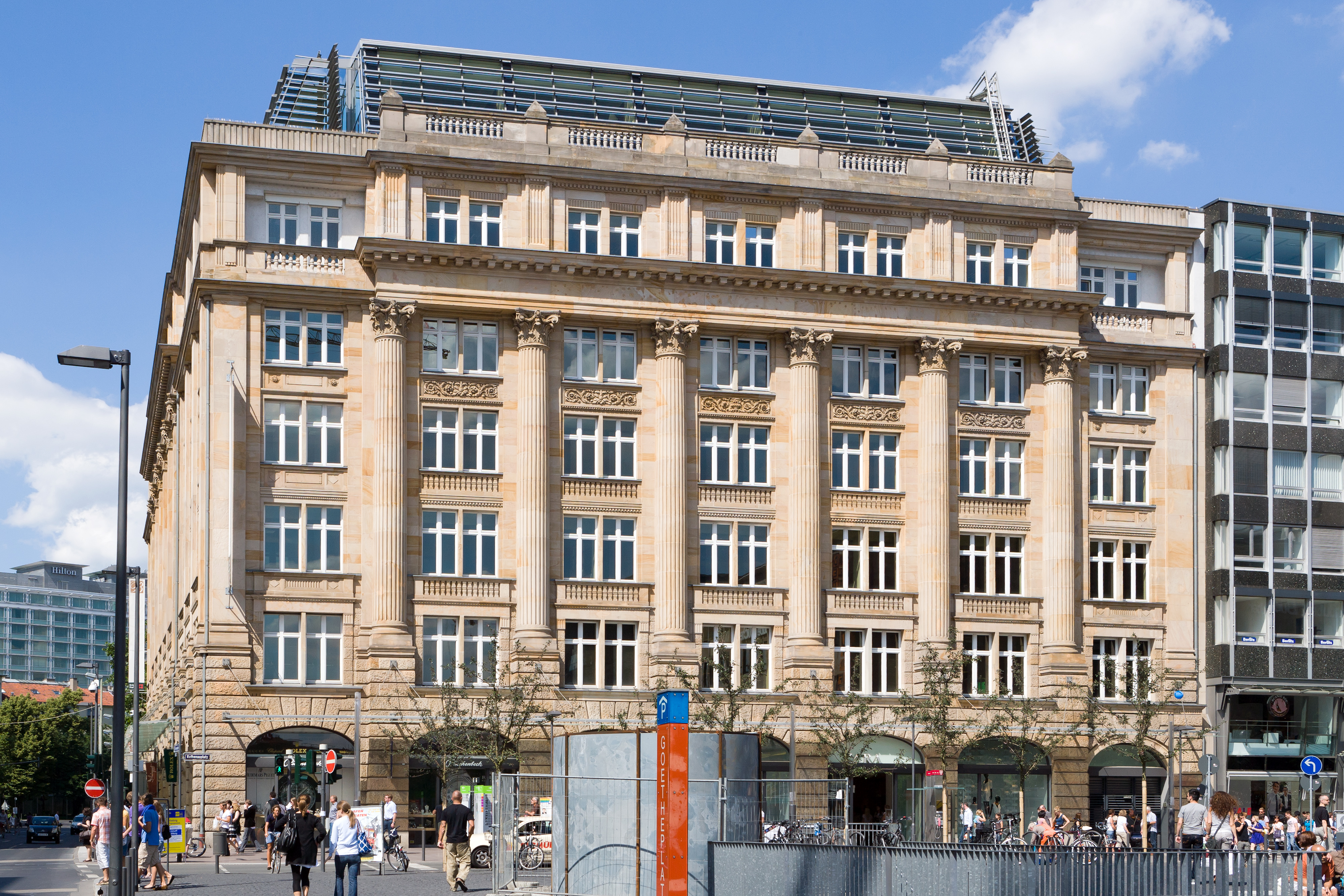
Vorderansicht des Gebäudes

Das Geschäftshaus Börsenstraße 2–4 (auch Siegmund-Strauss-Haus) am Rathenauplatz in der Innenstadt von Frankfurt am Main wurde 1911 bis 1913 im Stil des Neoklassizismus nach Plänen der Architekten Wilhelm Schmitt und Hermann Ritter d. Ä. erbaut. Es ist ein denkmalgeschütztes Kulturdenkmal. Zuvor hatte sich hier das Comoedienhaus befunden, von 1782 bis 1902 erstes städtisches Theater Frankfurts.

## Geschichte
Der Bauherr war der Spitzen- und Tüllgroßhändler Sigmund Strauss (* 5. Oktober 1868 in Lohrhaupten; † 19. Dezember 1942 in Theresienstadt), der am 15. September 1942 zusammen mit seiner Frau nach Theresienstadt deportiert wurde und dort verstarb. Seine Frau Anne Louise, geb. Dessauer (* 21. Mai 1876; † 16. Mai 1944 in Auschwitz), wurde im KZ Auschwitz ermordet. 1940 hatten sie einen Ausreiseantrag nach Shanghai gestellt, konnten diesen aber nicht umsetzen. Zwangsweise hatten sie ab Januar 1942 in einem Zimmer in der Fichtestraße 7 gewohnt, danach in einem „Judenhaus“, in dem Juden vor ihrer Deportation lebten.
Das Ehepaar Strauss hatte zwei Kinder: die Tochter Leni Maria Pappe, geb. Strauss (* 2. April 1908 in Frankfurt am Main), der die Flucht gelang und die nach dem Zweiten Weltkrieg in Israel lebte, und einen Sohn (* 1904 in Frankfurt am Main), der 1933 flüchtete.
Seit seiner Jugend lebte Siegmund Strauss mit seiner Familie in Frankfurt. Er war seit 1912 über 30 Jahre als Generalvertreter der Gummifabrik „Etablissements Hutchison (Compagnie Nationale du Caoutchouc)“ tätig. In den Jahren 1928 bis etwa 1934 hatte er seinen Geschäftssitz der Taunusstraße 45, dann in der Schillerstraße 30. Am 5. Dezember 1938 erfolgte die steuerliche Abmeldung der Firma „Siegmund Strauss. Handel mit Gummiwaren und Celluloidwaren“. Nach seiner Verdrängung benannten die Nationalsozialisten das Siegmund-Strauss-Haus in Adolf-Hitler-Haus um. Es wurde Sitz der Gauleitung des NS-Gau Hessen-Nassau.
Bei den Luftangriffen auf Frankfurt am Main wurde das Gebäude 1944 beschädigt. Nach Kriegsende ging es in das Eigentum des Landes Hessen über. Anfangs nutzte der Wirtschaftsrat des Vereinigten Wirtschaftsgebietes Teile des Gebäudes. Von 1950 bis 1961 hatte die Frankfurter Allgemeine Zeitung hier ihren Sitz, von 1956 bis 1994 das Finanzamt Frankfurt-Börse. 1988 verkaufte das Land das Haus für 140 Millionen DM an den Immobilienkonzern Advanta, der es bis 1994 renovieren ließ. Dabei erhielt das Gebäude anstelle des nach dem Krieg provisorisch erstellten Flachdaches eine neue Dachkonstruktion aus Glas und Metall.

### Frankfurter Bücherstube Schumann und Cobet
1920 gründete der Buchhändler Walter Schatzki in diesem Gebäude die Frankfurter Jugendbücherstube, die er 1923 um ein Antiquariat erweiterte. 1926 trat der Buchhändler Heinrich Cobet als Mitarbeiter in die Bücherstube ein. Beim Judenboykott am 1. April 1933 drangen pöbelnde Studenten gewaltsam in die Bücherstube ein und vertrieben Schatzki aus seiner Buchhandlung. 1936 musste er unter dem Druck der nationalsozialistischen Judenverfolgung sein Geschäft aufgeben und nach New York emigrieren. Sein Schwager Richard Schumann (1905–2000) und Heinrich Cobet führten die Buchhandlung als Frankfurter Bücherstube Schumann und Cobet weiter. Nach der Zerstörung bei den Luftangriffen auf Frankfurt am Main wurde die Buchhandlung wiederaufgebaut. Cobet gehörte zu den Initiatoren der ersten Frankfurter Buchmesse 1949 und sorgte für die Ansiedlung der vor dem Krieg in Leipzig ansässigen Institutionen des deutschen Buchhandels in Frankfurt, insbesondere des Börsenvereins des deutschen Buchhandels, der Deutschen Bibliothek und der Deutschen Buchhändlerschule. 1988 verkauften Schumann und Cobet ihre Bücherstube an den Suhrkamp Verlag, der sie 1994 schloss.

## Beschreibung
Das monumentale Geschäftshaus erstreckt sich über den gesamten Block zwischen Rathenauplatz, Börsenstraße und Börsenplatz. Alle drei Fassaden sind in Schilfsandstein ausgeführt. Über einem Arkadengeschoss erhebt sich eine viergeschossige Kolossalordnung mit fünfachsigen Mittelrisaliten nach allen drei Seiten, zum Rathenauplatz durch korinthische Blendsäulen, zu den beiden anderen Seiten durch korinthische Pilaster gegliedert. Über einem umlaufenden Fries erhebt sich ein weiteres Geschoss. Die Fassaden zum Rathenauplatz und zum Börsenplatz sind insgesamt sieben Fensterachsen breit, die zur Börsenstraße 11 Achsen. Die ursprünglich hohe Dachkonstruktion wurde nach der Kriegszerstörung nicht mehr wiederhergestellt.